# Cheirochela
Cheirochela is een geslacht van wantsen uit de familie van de Naucoridae (Zwemwantsen). Het geslacht werd voor het eerst wetenschappelijk beschreven door Hope in 1841.

## Soorten
Het genus bevat de volgende soorten:

- Cheirochela assamensis Hope, 1841
- Cheirochela birmaniensis Montandon, 1897
- Cheirochela feana Montandon, 1897
- Cheirochela grossa Xie & Liu, 2015
- Cheirochela thailandana D. Polhemus, J. Polhemus & Sites, 2008
- Cheirochela tonkina D. Polhemus, J. Polhemus & Sites, 2008